# Гавио, Джоване
Джоване Фаринаццо Гавио (порт. Giovane Farinazzo Gávio род.7 сентября 1970 года, Жуис-ди-Фора, Бразилия), более известный как просто Джоване — бывший бразильский волейболист и тренер. Выступал за сборную Бразилии по волейболу, которая выиграла золотую медаль на летних Олимпийских играх 1992 года в Барселоне, Испания , обыграв в финале Нидерланды 3-0.
В волейболе Гавио занимал позицию доигровщика, выступая на трёх летних Олимпийских играх подряд, начиная с 1992 года. Позднее он начал карьеру в пляжном волейболе. Сейчас Джоване является главным тренером действующих чемпионов бразильской Суперлиги, клуба СЕСИ Сан-Паулу. Гавио — единственный бразилец (и второй в общей сложности после Хавьера Вебера) волейболист, выигрывавший Суперлигу в качестве игрока и тренера.

## Индивидуальные награды
- Мировая лига 1993 (самый ценный игрок, FIVB)
- Кубок мира по волейболу 2003 (лучший спикер, FIVB)